# ماساتو ساكاي
ماساتو ساكاي (باليابانية: 坂井 聖人) مواليد 6 يونيو 1995 هو سباح من اليابان . شارك في السباحة في الألعاب الأولمبية الصيفية 2016.

## روابط خارجية
- ماساتو ساكاي على موقع الاتحاد الدولي للسباحة (الإنجليزية)
- ماساتو ساكاي على موقع SwimRankings.net (الإنجليزية)
- ماساتو ساكاي على موقع أوليمبيديا (الإنجليزية)